# حركة 19 أبريل
حركة 19 إبريل و التي يرمز إليها ( M-19 أو EME ) هي حركة تنتمي لحرب العصابات الكولمبية و هي حركة تمرد كولمبية تأسست في أعقاب التزوير المزعوم للانتخابات الرئاسية في 19إبريل 1970 و التي فاز بها ميسائيل باسترانا بوريرو . ظهرت كحركة تمرد سياسية و لكنها تحولت بعد ذلك الي حركة مسلحة و بعد توقف نشاطها تحولت إلي حركة سياسية يسارية تعرف بأسم (AD-M19) أو (التحالف الديموقراطي M-19) و الذي نال علي تأييد شعبي كبير وواحداُ من المطالبين بدستور 1990 و لكن اختفي ولم يعد له دور في منتصف عام 1990 وانضم بعض اعضائه لاحزاب سياسية أخرى .